# Wojciech Karolak

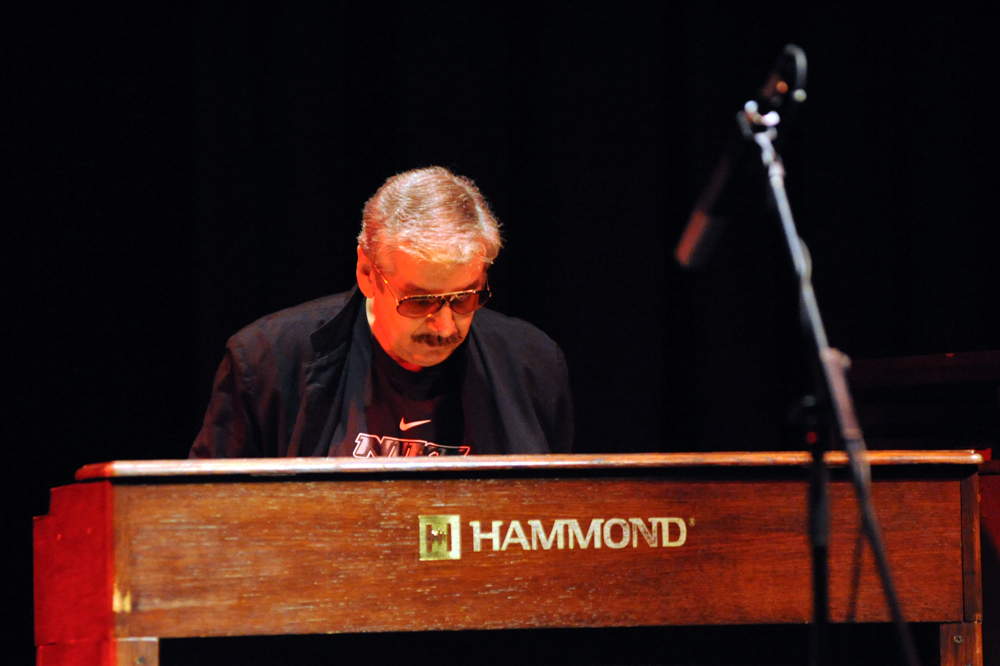
Wojciech Karolak tijdens een benefietconcert in Warschau, in 2010.

Wojciech Krzysztof (Wojtek) Karolak (Warschau, 28 mei 1939 - 23 juni 2021) was een Poolse jazz-organist (Hammondorgel B-3), pianist, saxofonist, componist en arrangeur. In het begin van de jaren zestig maakte hij de eerste jazzplaat die in Polen uitkwam.
In 1958 begon Karolak te werken in de Jazzbelievers, een groep waarin verschillende toekomstige topmusici van de Poolse jazz actief waren, zoals Andrzej Trzaskowski en Krzsysztof Komeda. Hierna speelde hij tenorsaxofoon in Trzaskowski's band The Wreckers. In 1961 stapte Karolak over op de piano en een jaar later vormde hij zijn eigen trio en ging muziek opnemen. Dit trio werd de belangrijkste jazzgroep van Polen, het begeleidde allerlei Westerse musici die het land bezochten, zoals Ray Charles en Don Ellis. In 1963 ging hij werken bij de groep van Ptaszyn Wróblewski.
In 1966 vertrok hij naar Zweden om in allerlei clubs rockmuziek en blues te gaan spelen. Hij vestigde zich er en ging zich in het begin van de jaren zeventig meer bezighouden met componeren en arrangeren. Hij werkte samen met Michał Urbaniak en speelde met bijvoorbeeld Red Mitchell en Putte Wickman. Terug in Polen werd hij lid van de groep 'Mainstream' en werkte hij als arrangeur voor het jazzorkest van de Poolse radio. In de jaren tachtig was hij medeoprichter van de band Time Killers. Vanaf de jaren negentig werkte hij veel samen met gitarist Jaroslaw Śmietana, hij nam er drie albums mee op. Ook begon hij een jazztrio, The High Bred Jazz Trio. Verder trad hij veel op in de Guitar Workshop van Leszek Cichoński.
Karolak componeert onder meer filmmuziek en is voor het Poolse radio-orkest actief als solist, componist en arrangeur.

## Discografie (selectie)
- Easy!, Polskie Nagrania Muza, ca. 1975